# Navazaunkönig
Der Navazaunkönig (Hylorchilus navai) ist eine Vogelart aus der Familie der Zaunkönige (Troglodytidae), die in Mexiko endemisch ist. Der Bestand wird von der IUCN als gefährdet (Vulnerable) eingeschätzt. Die Art ist monotypisch.

## Merkmale
Der Navazaunkönig erreicht eine Körperlänge von etwa 16,0 cm, wobei die Weibchen ca. 29,3 g wiegen. Er hat ein lohfarbenes Gesicht und gräuliche Zügel. Der Oberkopf und die Oberseite sind dunkel und prächtig braun. Die Schwungfedern sind schwach schwärzlich gestreift. Die Kehle und der obere Brustbereich sind weißlich, was im unteren Brustbereich ins Gräuliche mit unscheinbarem Bogenmuster übergeht. Die Flanken sind rußig braun, der Steiß dunkel graubraun. Die Augen sind braun, der Schnabel schwärzlich mit heller orangegelben Basis am Unterschnabel. Die Beine sind dunkel grau. Beide Geschlechter ähneln sich.

## Verhalten und Ernährung
Der Navazaunkönig ernährt sich vermutlich von Wirbellosen. Gesicherte Daten über seine Ernährungsgewohnheiten existieren aber nicht. Sein Futter sucht er auf felsigem Untergrund und in Felsspalten.

## Lautäußerungen
Der Gesang des Navazaunkönigs wird als abwechslungsreiches, oft holpriges Trällern aus melodischen Pfiffen, das gelegentlich mit wenigen schwachen, beschleunigenden, sanften Tönen beginnt und in starken, anhebenden Tönen endet. Der Gesang unterscheidet sich sehr vom Schmalschnabel-Zaunkönig (Hylorchilus sumichrasti), so dass keiner der anderen Art auf die Laute von Aufnahmen der anderen Art antworten. Der Gesang des Weibchens wird als einleitender Ton, dem eine Serie von acht oder mehr lauten Pfiffen folgt, welches ihm die Aura einer Gleichgültigkeit verleiht, beschrieben. Er ist nicht gut mit dem Gesang des Männchens abgestimmt, anders als dies bei vielen tropischen Zaunkönigen der Fall ist. Meist überlappt er mit dem Gesang des Männchens, startet aber beinahe gleichzeitig. Der Mittelteil und das Ende wirkt etwas zufällig.  Er gibt ein metallischen tink-Ton von sich, der sich sehr von den Lauten seiner konspezifischen Artgenossen unterscheidet.

## Fortpflanzung
Die Brutbiologie des Navazaunkönigs ist bisher nicht erforscht bzw. es liegen keine gesicherten Daten vor.

## Verbreitung und Lebensraum
Der Navazaunkönig kommt an Felsausschüssen aus karstartigem Kalkstein vor. Hier bewegt er sich in Höhenlagen von 75 bis 800 Metern. Im Gegensatz zum Schmalschnabel-Zaunkönig scheint er ungestörten Wald zu brauchen. Es gibt keine Hinweise, dass er sich auch in Sekundärvegetation aufhält.

## Migration
Der Navazaunkönig gilt als Standvogel.

## Etymologie und Forschungsgeschichte
Die Erstbeschreibung des Navazaunkönigs erfolgte 1973 durch Richard Stanley Crossin und Charles Adelbert Ely unter dem wissenschaftlichen Namen Hylorchilus sumichrasti navai. Das Typusexemplar wurde von Juan Nava Solorio (1923–2004) in der Nähe von Municipio Ocozocoautla de Espinosa gesammelt. Bereits 1897 führten Edward William Nelson die für die Wissenschaft neue Gattung Hylorchilus für den Schmalschnabel-Zaunkönig ein. Dieser Name leitet sich von »hylē ὑλη« für »Waldung, Wald« und »orkhilos ορχιλος« für »Zaunkönig« ab. Der Artname »navai« ist seinem Sammler gewidmet.